# 社会党再統一

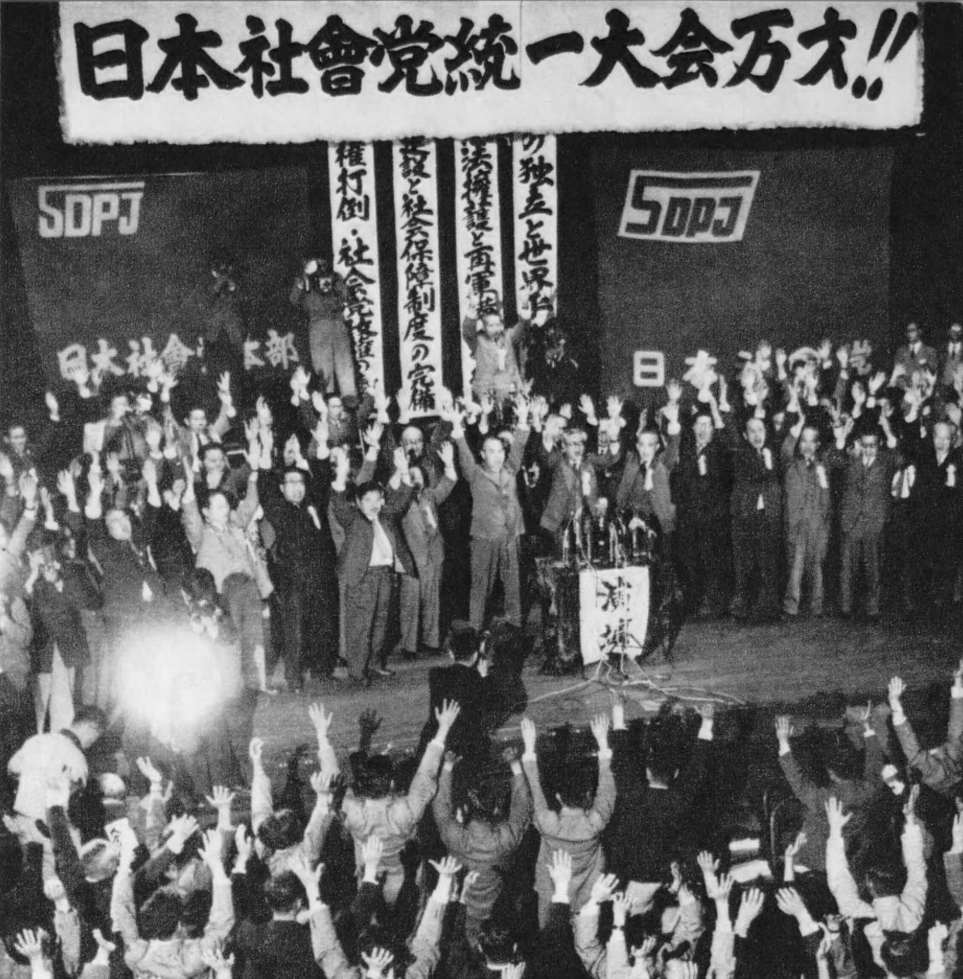
1955年10月13日

社会党再統一（しゃかいとうさいとういつ）とは、左右に分裂していた日本社会党が、1955年（昭和30年）10月13日に党大会で再統一をしたこと。これと後に行われた保守合同により55年体制が成立した。

## 概要
1951年（昭和26年）に社会党はサンフランシスコ講和条約を巡って、講和条約賛成派の社会党右派と講和条約反対派の社会党左派に分裂した。その後、保守政権による「逆コース」や改憲に対抗するために、『護憲と反安保』を掲げ米軍への基地提供（しだいに基地拡張）や再軍備に対する反対運動を推進した社会党左派が選挙ごとに議席をのばす一方、「再軍備問題」に党内の対立があって明確な主張を訴えることは出来なかった社会党右派が選挙での議席が伸び悩んでいた。社会党で社会党左派の優位となり、保守政党が統一されていない政局では、社会党右派と再統一すれば社会党が政権を担当できると両派の利害が一致し、社会党再統一となった。
1955年（昭和30年）10月13日、社会党統一大会が開催され、委員長には左派から鈴木茂三郎が、書記長には右派から浅沼稲次郎が就任した。
再統一によって社会党が衆議院で158議席を持つ大政党となった。1957年（昭和32年）には労働者農民党も社会党に合流し、1948年（昭和23年）以来の社会党系勢力分裂の局面はひとまず解消した。